# HMS Centurion (1732)
HMS Centurion – brytyjski okręt liniowy, który wszedł do służby w 1734. Okręt podczas wyprawy dookoła świata pod dowództwem admirała George’a Ansona, zasłynął zdobyciem w 1743 hiszpańskiego okrętu „Covadonga”.

## Historia
Zamówienie na budowę HMS „Centurion” zostało złożone w stoczni Portsmouth Dockyard 17 października 1729. Stępkę pod budowę HMS „Centurion” położono 9 września 1729. Wodowanie okrętu nastąpiło 6 stycznia 1732, wejście do służby 1734. Po wejściu do służby wszedł w skład floty broniącej kanału La Manche. W grudniu 1737 dowództwo nad okrętem przejął George Anson. Pod nowym dowództwem, w składzie niewielkiej eskadry, okręt wziął udział w rejsie w rejonie wybrzeży Afryki zachodniej i Jamajki, z którego powrócił w sierpniu 1739. W styczniu 1740 na okręcie zakończył się remont, który miał go przygotować do misji zwalczania hiszpańskiej żeglugi. Głównym celem misji było przechwycenie jednego z hiszpańskich okrętów, który obsługiwał szlak transportowy między Meksykiem a Filipinami. Okręt do Filipin zazwyczaj transportował ładunek srebra, przeznaczony na opłacenie tamtejszego wojska i administracji. Srebro było także przeznaczone na zakup w Chinach towarów, które następnie trafiały do Europy.
18 września 1740, „Centurion” na czele eskadry składającej się z sześciu jednostek wyruszył w podróż której celem miały być Filipiny. W marcu 1741 okręt dotarł w  rejon Przylądka Horn. Następnie okręt zdobył kilka hiszpańskich jednostek transportowych, a także miasto portowe Paita. Z powodu trudnych warunków żeglugi w eskadrze Ansona pozostały tylko dwa sprawne okręty „Centurion” i „Gloucester”. W listopadzie 1742 „Centurion” dotarł do chińskiego portu Makau, gdzie został poddany remontowi. 20 czerwca przechwycił u wybrzeży Filipin płynący z Meksyku  hiszpański okręt „Nuestra Señora de la Covadonga”. Okręt transportował z Meksyku srebro i był określany jako „manilski galeon”. Hiszpański okręt był większy, jednak miał słabsze uzbrojenie i musiał ulec przewadze brytyjskiego okrętu liniowego.